# Holomorphe d'un groupe
En mathématiques, et plus particulièrement en théorie des groupes, l'holomorphe d'un groupe G, noté {\displaystyle \ \mathrm {Hol} (G)}, est un certain groupe qui contient à la fois G et le groupe des automorphismes de G, ou du moins des copies de ces deux groupes. Il permet notamment de démontrer les réciproques de certains théorèmes sur les groupes complets et sur les groupes caractéristiquement simples. Il en existe deux versions, l'une comme produit semi-direct, l'autre comme groupe de permutations.

## Hol(G) comme produit semi-direct
Si {\displaystyle \mathrm {Aut} (G)} désigne le groupe des automorphismes de {\displaystyle G}, on pose
{\displaystyle \ \mathrm {Hol} (G)=G\rtimes \mathrm {Aut} (G)}
où le produit semi-direct (externe) correspond à l'opération naturelle de {\displaystyle \mathrm {Aut} (G)} sur G. Donc {\displaystyle \ \mathrm {Hol} (G)} a pour ensemble sous-jacent le produit cartésien de G par {\displaystyle \mathrm {Aut} (G)} et sa loi de groupe est définie par
{\displaystyle (g,\alpha )(h,\beta )=(g\alpha (h),\alpha \beta ).}

## Hol(G) comme groupe de permutations
Un groupe G opère naturellement (à gauche) sur lui-même, ou plus exactement sur son ensemble sous-jacent, par multiplication à gauche et par multiplication à droite. L'opération (à gauche) par multiplication à gauche correspond à l'homomorphisme
{\displaystyle \lambda :G\rightarrow S_{G}:g\mapsto \lambda _{g}:h\mapsto :gh}
de {\displaystyle \ G} dans {\displaystyle \ S_{G}}, {\displaystyle \ S_{G}} étant muni de la loi de groupe {\displaystyle (f,g)\mapsto f\circ g:x\mapsto f(g(x))}. L'opération (à gauche) par multiplication à droite correspond à l'homomorphisme
{\displaystyle \rho :G\rightarrow S_{G}:g\mapsto \rho _{g}:h\mapsto :hg^{-1}.}
(Dans cette seconde opération, il est nécessaire d'inverser g pour obtenir une opération à gauche, c'est-à-dire un homomorphisme de {\displaystyle \ G} dans {\displaystyle \ S_{G}} tel que nous l'avons défini.)
Ces deux homomorphismes sont injectifs et définissent donc des isomorphismes de G sur les sous-groupes {\displaystyle \ \lambda (G)} et {\displaystyle \rho (G)} (d'où le théorème de Cayley). Pour un élément g donné, la permutation {\displaystyle \lambda _{g}:x\mapsto gx} de G est souvent appelée la translation à gauche par g.
Définissons maintenant {\displaystyle \ \mathrm {Hol} (G)} comme le sous-groupe de {\displaystyle \ S_{G}} engendré par {\displaystyle \ \lambda (G)} et {\displaystyle \ \mathrm {Aut} (G)}. On vérifie facilement que si {\displaystyle \sigma } est un élément de {\displaystyle \mathrm {Aut} (G)}, alors
{\displaystyle (1)\qquad \sigma \circ \lambda _{g}\circ \sigma ^{-1}=\lambda _{\sigma (g)}},
ce qui montre que {\displaystyle \mathrm {Aut} (G)} normalise {\displaystyle \ \lambda (G)}. Donc, puisque {\displaystyle \ \lambda (G)} et {\displaystyle \mathrm {Aut} (G)} engendrent {\displaystyle \ \mathrm {Hol} (G)}, {\displaystyle \ \lambda (G)} est un sous-groupe normal de {\displaystyle \ \mathrm {Hol} (G)}. (On peut même montrer que {\displaystyle \ \mathrm {Hol} (G)} est le normalisateur de {\displaystyle \ \lambda (G)} dans {\displaystyle \ S_{G}}.)
On a de plus {\displaystyle \ \lambda (G)\cap \ \mathrm {Aut} (G)=1} (car si une translation est un automorphisme, sa valeur en 1 doit être égale à 1). Ainsi, {\displaystyle \ \mathrm {Hol} (G)} est produit semi-direct (interne) de {\displaystyle \ \lambda (G)} par {\displaystyle \ \mathrm {Aut} (G)}. Il résulte dès lors de la relation (1) que l'application {\displaystyle (g,\sigma )\mapsto \lambda _{g}\circ \sigma } définit un isomorphisme du produit semi-direct externe {\displaystyle \ G\rtimes \mathrm {Aut} (G)} (correspondant à l'opération naturelle de {\displaystyle \ \mathrm {Aut} (G)} sur G) sur {\displaystyle \ \mathrm {Hol} (G)}. Les deux versions de {\displaystyle \ \mathrm {Hol} (G)} que nous avons définies sont donc des groupes isomorphes.
On montre facilement que {\displaystyle \ \mathrm {Hol} (G)} (défini comme groupe de permutations) est aussi le sous-groupe de {\displaystyle \ S_{G}} engendré par {\displaystyle \rho (G)} et {\displaystyle \mathrm {Aut} (G)}. (Noter que {\displaystyle \ \rho _{g}=\lambda _{g^{-1}}\circ \gamma _{g}}, où {\displaystyle \gamma _{g}} désigne l'automorphisme intérieur {\displaystyle x\mapsto gxg^{-1}}.)
Puisque {\displaystyle g\mapsto \lambda _{g}} définit un isomorphisme de {\displaystyle \ G} sur {\displaystyle \ \lambda (G)}, tout automorphisme de {\displaystyle \lambda (G)} est de la forme {\displaystyle \lambda _{g}\mapsto \lambda _{\sigma (g)}} pour un certain automorphisme {\displaystyle \sigma } de G. La relation (1) montre donc que
- tout automorphisme de {\displaystyle \lambda (G)} est la restriction d'un automorphisme intérieur de {\displaystyle \ \mathrm {Hol} (G)}.

Puisque {\displaystyle \ \lambda (G)} est isomorphe à G, il en résulte que
- tout groupe G peut être plongé dans un groupe H tel que tout automorphisme de G soit la restriction à G d'un automorphisme intérieur de H.

Il en résulte aussi qu'
- un sous-groupe de {\displaystyle \ \lambda (G)} est caractéristique dans {\displaystyle \ \lambda (G)} si et seulement s'il est normal dans {\displaystyle \ \mathrm {Hol} (G)}.

(Rappel : un sous-groupe caractéristique d'un sous-groupe normal d'un groupe H est normal dans H.)

## Deux exemples d'usage du groupe holomorphe
- Rappelons qu'un groupe est dit complet si son centre est réduit à l'élément neutre et si tous ses automorphismes sont intérieurs. On démontre[4] que si un groupe complet G est sous-groupe normal d'un groupe H, alors G est facteur direct de H. On prouve[2] réciproquement que si un groupe G est facteur direct de tout groupe dont il est sous-groupe normal, G est complet. Pour cela, on utilise le fait que, dans ces hypothèses, λ(G) est facteur direct de Hol(G).
- Rappelons qu'un groupe G est appelé[5] un groupe caractéristiquement simple si ses seuls sous-groupes caractéristiques sont 1 et G lui-même. On montre facilement[6] que tout sous-groupe normal minimal d'un groupe est caractéristiquement simple. Prouvons que, réciproquement, tout groupe caractéristiquement simple G non réduit à l'élément neutre peut être plongé dans un groupe dont il est sous-groupe normal minimal. Puisque λ(G) est isomorphe à G, il suffit de prouver que λ(G) est un sous-groupe normal minimal de Hol(G). Cela se tire facilement du fait, noté plus haut, qu'un sous-groupe de λ(G) est caractéristique dans λ(G) si et seulement s'il est normal dans Hol(G).

## Histoire
Le mot anglais « holomorph », pour désigner l'holomorphe d'un groupe, fut introduit en 1897 par William Burnside. La notion avait cependant déjà apparu antérieurement chez d'autres auteurs.